# Engenheiro Beltrão (ort)
Engenheiro Beltrão är en ort i Brasilien.   Den ligger i kommunen Engenheiro Beltrão och delstaten Paraná, i den södra delen av landet, 1 000 km sydväst om huvudstaden Brasília. Engenheiro Beltrão ligger 479 meter över havet och antalet invånare är 14 954.
Terrängen runt Engenheiro Beltrão är huvudsakligen platt, men västerut är den kuperad. Engenheiro Beltrão ligger uppe på en höjd. Engenheiro Beltrão är det största samhället i trakten.
Trakten runt Engenheiro Beltrão består till största delen av jordbruksmark. Runt Engenheiro Beltrão är det ganska glesbefolkat, med 26 invånare per kvadratkilometer.